# Jean-Paul Ngoupandé
Jean-Paul Ngoupandé, né le 6 décembre 1948 à Ndika et mort le 4 mai 2014 à Paris, est un homme d'État et essayiste centrafricain, Premier ministre de 1996 à 1997.

## Biographie

### Jeunesse
Jean-Paul Ngoupandé est originaire de Ndika, appelé aujourd’hui Ngoro dans la sous préfecture de Dékoa, localité où il fait ses études primaires.

### Carrière politique
Il est ministre de l'Éducation nationale de 1985 à 1987, ambassadeur en Côte d'Ivoire, puis en France jusqu'en 1996, date à laquelle il est nommé Premier ministre d'Ange-Félix Patassé.
Président du Parti de l'unité nationale à partir de 1998, il est candidat aux élections présidentielles de 1999 et 2005. En 2003, sous la présidence de François Bozizé, il est ministre d'État, puis à partir du 19 juin 2005, ministre d'État aux Affaires étrangères, à l'Intégration régionale et à la Francophonie. Il met fin à sa carrière politique pour raison de santé à partir de 2006. Il meurt le 4 mai 2014 à Paris,. Ses obsèques officielles ont lieu à Bangui le 16 mai.